# Haut-Rhin
Haut-Rhin är ett franskt departement och ligger i den administrativa regionen Grand Est. I den tidigare regionindelningen som gällde fram till 2015 tillhörde Haut-Rhin regionen Alsace. Departementet har fått sitt namn efter floden Rhen. Huvudort är Colmar. 